# Diploglottis campbellii
Diploglottis campbellii là một loài thực vật có hoa trong họ Bồ hòn. Loài này được Cheel mô tả khoa học đầu tiên năm 1923.

## Hình ảnh

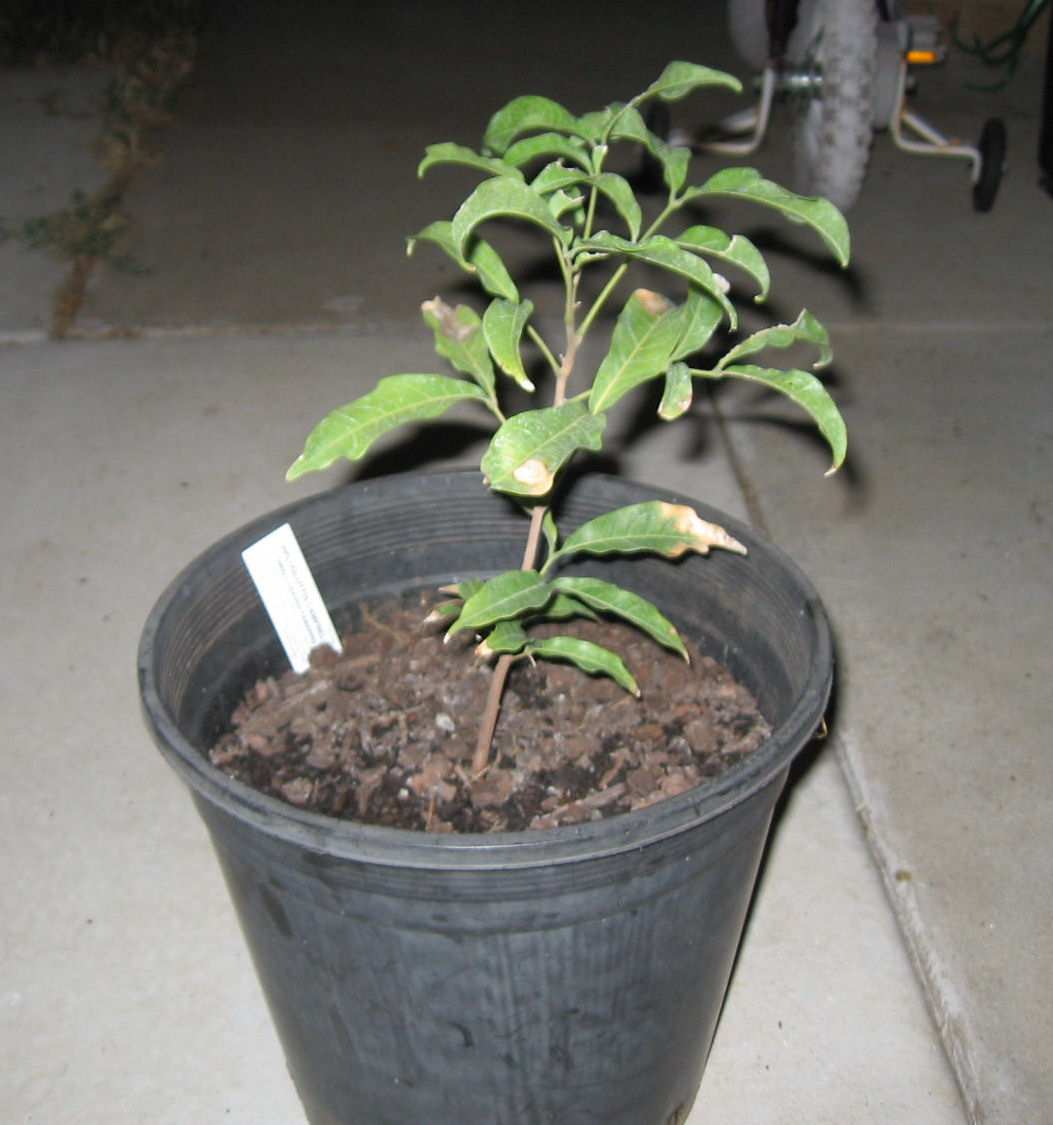
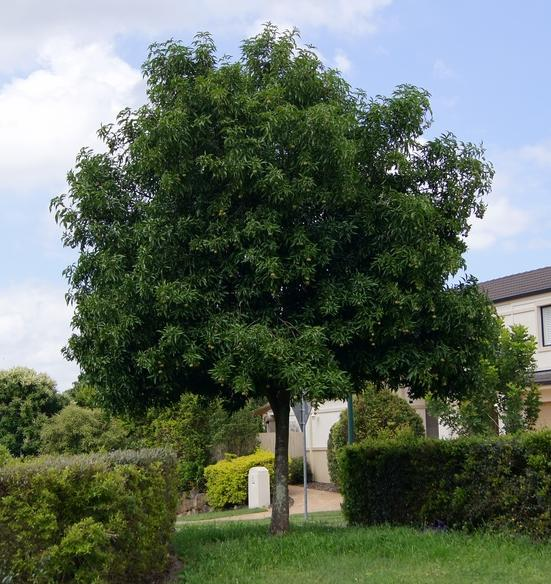
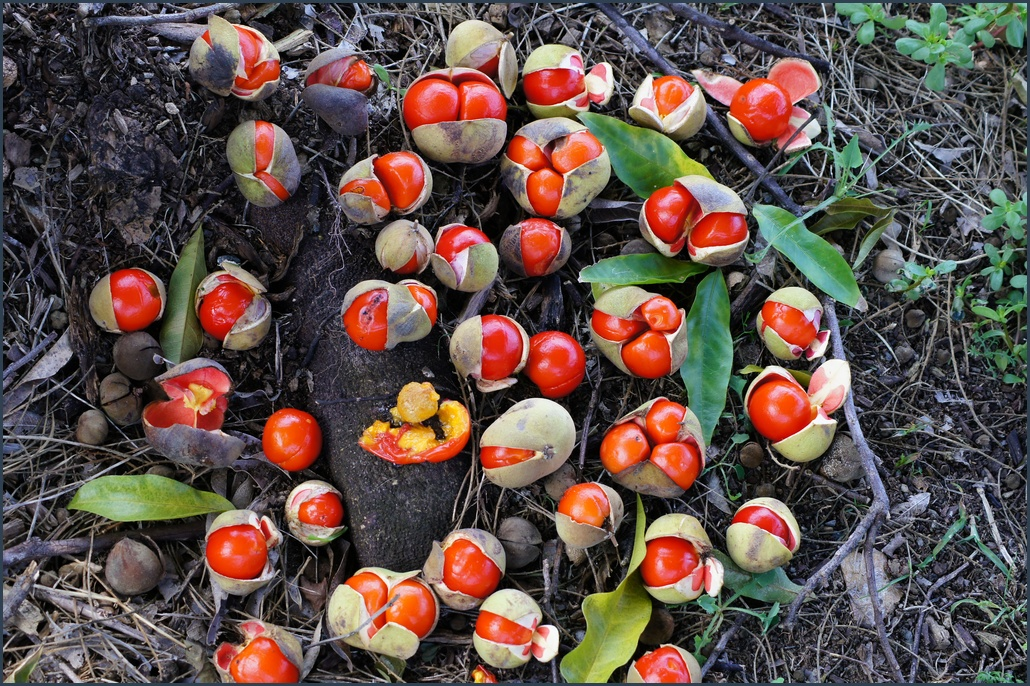
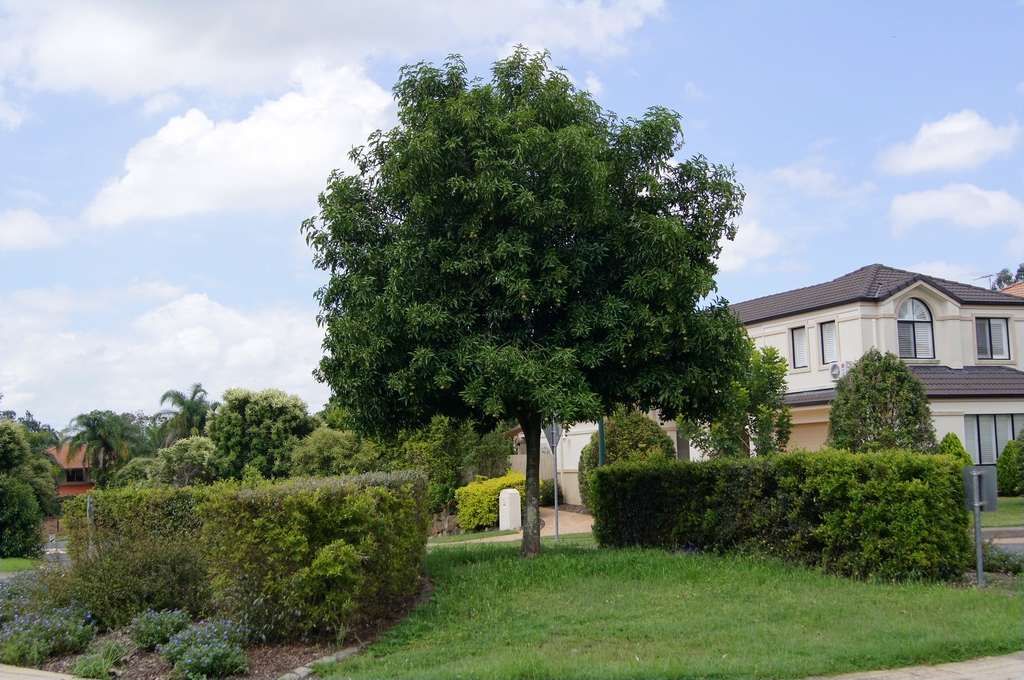